# Karl Strauß (Lehrer)

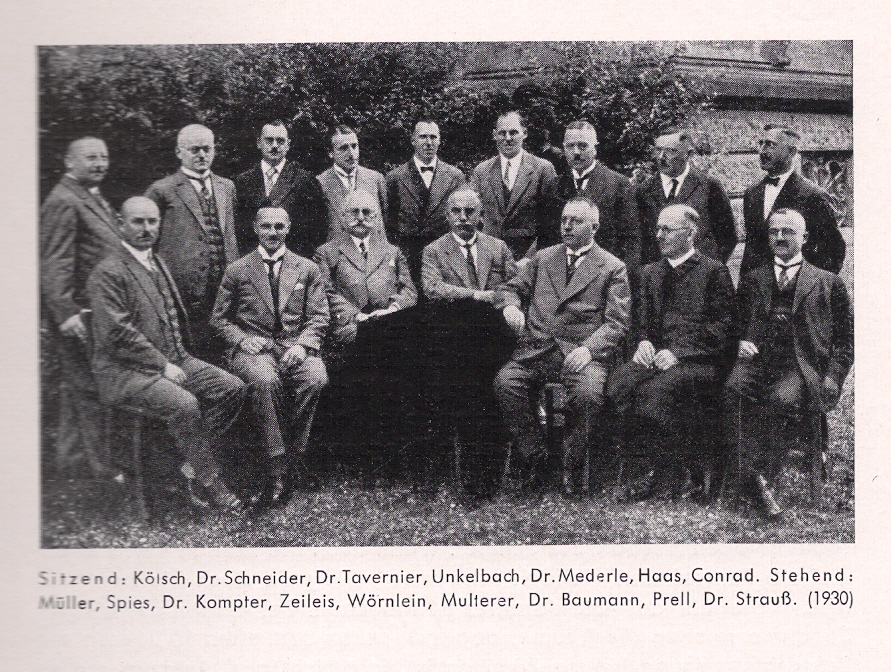
Lehrerkollegium 1930 mit Karl Strauß (stehend rechts hinten)

Karl Strauß (* 16. Juli 1883 in Dürkheim; † (vermutlich im Oktober) 1942 im KZ Auschwitz-Birkenau) war ein deutscher Gymnasiallehrer, religiöser Amtsträger und lokaler Politiker, der wegen seiner jüdischen Herkunft in der Zeit des Nationalsozialismus verfolgt und schließlich ermordet wurde. Im früheren Neustadt an der Haardt, heute Neustadt an der Weinstraße, wo er 13 Jahre lang seiner beruflichen Tätigkeit nachging, gilt er als prominentestes Opfer des Holocaust; 2002 wurde ihm deswegen der erste Stolperstein der pfälzischen Stadt gewidmet.

## Familie
Strauß wurde in eine religiös sehr aktive Familie hineingeboren. Seine Eltern waren Ludwig Strauß (* 1855) und dessen Ehefrau Klara geb. Neumann (* 1856). Der Vater war in Dürkheim Lehrer an der Bärmannschen Realschule sowie Mitglied des Stadtrats und nahm innerhalb der jüdischen Religionsgemeinschaft hohe Ämter ein: Kultusvorsteher von Bad Dürkheim (ab 1907), Schatzmeister des Verbandes der israelitischen Kultusgemeinden der Pfalz (ab 1917) und Vorsitzender des Rabbinatsbezirks Bad Dürkheim-Frankenthal (ab 1920). Die Ämter gab er nach 1935, als die Nürnberger Gesetze erlassen wurden, auf. Am 22. Oktober 1940 wurde er mit seiner Frau bei der Wagner-Bürckel-Aktion ins südfranzösische Internierungslager Gurs deportiert; beide starben 1942 im Internierungslager Récébédou.
Karl Strauß war verheiratet mit Florentine, gen. Flora, geb. Behr (* 1895). Das Ehepaar hatte mindestens eine Tochter, die 1922 geborene Margarete.

## Ausbildung und Beruf
Nach dem Abitur studierte Karl Strauß in Erlangen und München Mathematik und Physik für das Lehramt an Gymnasien und erwarb den Doktortitel. Die ersten Jahre als Lehrer unterrichtete er in München und Aschaffenburg. Als Freiwilliger nahm er am Ersten Weltkrieg teil und wurde mit dem Eisernen Kreuz 1. Klasse ausgezeichnet. Ab 1922 war Strauß Lehrer am Humanistischen Gymnasium, heute Kurfürst-Ruprecht-Gymnasium, in Neustadt an der Weinstraße. Er betätigte sich wie sein Vater auch religiös und politisch und war in Bad Dürkheim Vorsteher der Synagoge sowie Mitglied des Stadtrats.

## Verfolgung und Ermordung

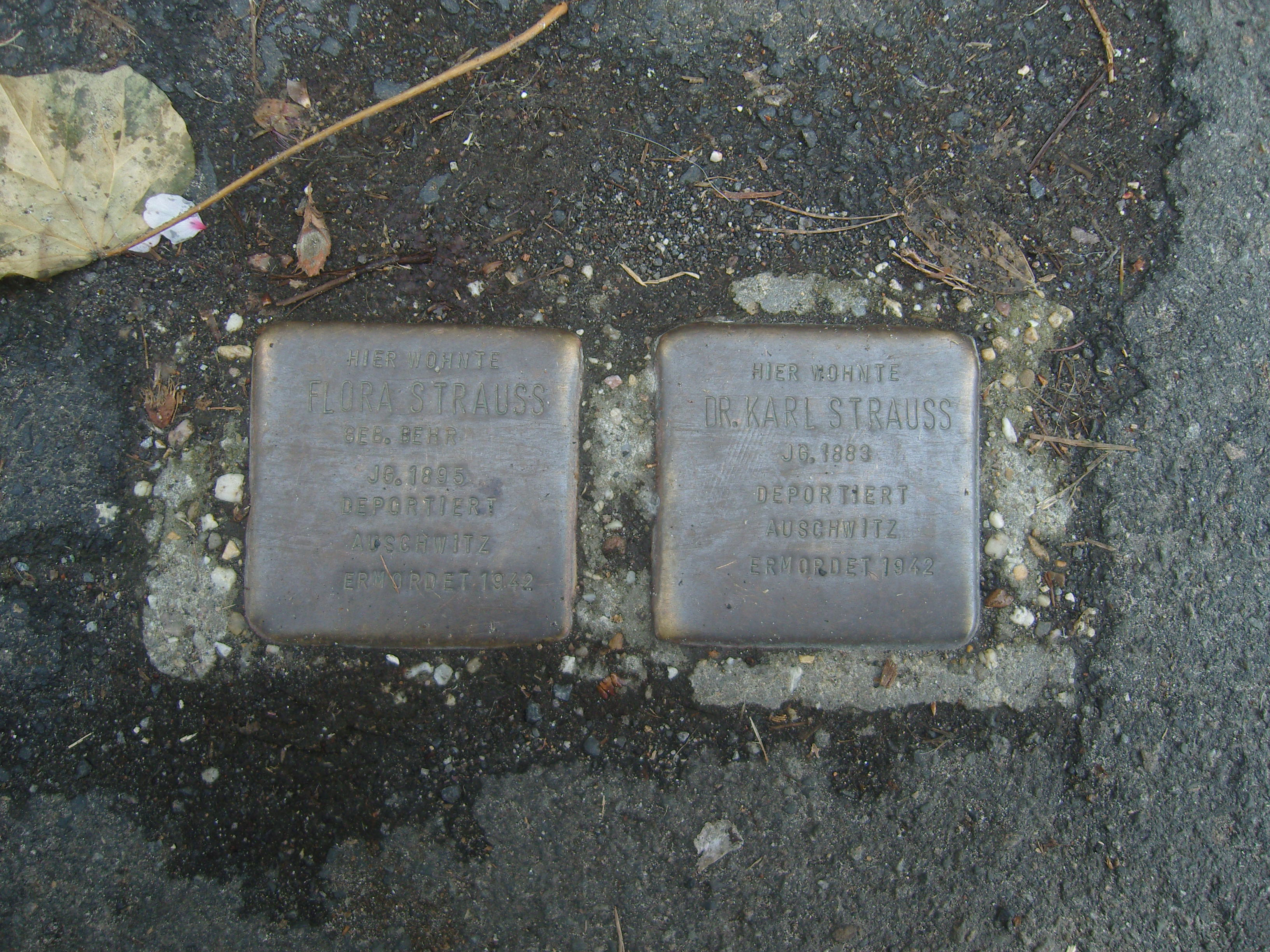
Stolpersteine in Neustadt an der Weinstraße zur Erinnerung an Karl Strauß und seine Frau Flora

1935 wurde Strauß, der mittlerweile zum Studienprofessor befördert worden war, durch die nationalsozialistischen Machthaber aus dem Dienst entfernt. Am 22. Oktober 1940 wurden er und seine Frau (wie auch seine Eltern, siehe Abschnitt Familie) von Mannheim aus nach Gurs deportiert. Im Oktober 1942 wurde er mit einem Sammeltransport weiter ins KZ Auschwitz-Birkenau gebracht und starb dort – vermutlich unmittelbar nach der Ankunft – in der Gaskammer.

## Zitate
„(Ich kann einfach nicht glauben), dass in einer Kulturnation wie Deutschland, zu deren Entwicklung auch die Juden ihren Beitrag geleistet haben und zu der sie sich zugehörig fühlen, das Leben der Juden gefährdet sein könnte.“

## Gedenken
Aus der Familie überlebte lediglich Tochter Margarete, später Margaret Strauss Berman, die Verfolgung. Nachdem sie 1937 vom Schulbetrieb des Gymnasiums, an dem ihr Vater unterrichtet hatte, ausgeschlossen worden war, hatten ihre Eltern sie im Februar 1938 in die USA geschickt. Dort absolvierte sie eine Ausbildung zur Mikrobiologin. Nach dem Zweiten Weltkrieg besuchte sie mindestens zweimal Deutschland: 1953 weilte sie privat im Neustadter Vorort Mußbach; durch die Stadtverwaltung Neustadt förmlich als Gast eingeladen wurde sie 1998. Zum Gedenken an ihren Vater wurde vor dem Kurfürst-Ruprecht-Gymnasium am 16. Dezember 2002 der erste Neustadter Stolperstein des Kölner Künstlers Gunter Demnig verlegt.